# Betta imbellis
Betta imbellis е вид лъчеперка от семейство Osphronemidae.

## Разпространение
Видът е разпространен в Малайзия (Западна Малайзия), Сингапур и Тайланд.